# Kongur
Le Kongur ou Kongur Tagh (mongol : Хонгор Таг ; chinois simplifié: 公格尔峰 ; chinois traditionnel : 公格爾峰 ; pinyin : gōng gé'ěr fēng) est le plus haut sommet de la cordillère du Kunlun en Chine et culmine à 7 649 m.

## Étymologie
Le nom Kongur vient du kirghize et signifie « montagne grise ».